# Hyperalonia ater
Hyperalonia ater är en tvåvingeart som beskrevs av Joseph Hannum Painter 1968. Hyperalonia ater ingår i släktet Hyperalonia och familjen svävflugor. Inga underarter finns listade i Catalogue of Life.